# Bowery Electric
Bowery Electric war ein 1993 gegründetes Duo aus New York, bestehend aus Lawrence Chandler und Martha Schwendener.

## Stil
Die Musik der Gruppe entzieht sich einer einfachen Klassifikation. Bowery Electric wurden von den Kritikern gelobt für das Experimentieren mit verschiedenen Genres. Sie mischen Elemente von Ambient, Elektro, Drone und Experimental mit Soul, Dub, Shoegaze und Trip-Hop. Sie waren eine der ersten amerikanischen Gruppen, die mit Laptop, Mixer und Sampler auf der Bühne standen, ergänzt durch Bass, Schlagzeug und Gitarren.

## Derzeitiger Status
Obgleich die Band sich nie offiziell auflöste, markiert die Tour zum Album Lushlife im Jahr 2000 das Ende ihrer Aktivitäten. Beide Mitglieder widmeten sich daraufhin anderen Projekten. Lawrence Chandler studierte Komposition an der Juilliard School, spielte mit Experimental Audio Research und arbeitete für Philip Glass. Seit 2013 spielt er für die Band Happy Families. Martha Schwendener hat unter dem Namen Echostar aufgenommen und veröffentlichte ein Downtempo-Album namens Sola.

## Diskografie

### Alben
- 1995: Bowery Electric (Kranky)
- 1996: Beat (Kranky / Beggars Banquet)
- 1997: Vertigo (Beggars Banquet)
- 2000: Lushlife (Beggars Banquet)

### EPs
- 1994: Drop (Hi-Fidelity Recordings)

### Singles
- 1997: Without Stopping / Fear of Flying / Beat (Beggars Banquet)
- 1997: Coming Down / Empty Words / Black Light (Beggars Banquet)
- 1997: Blow Up / Electrosleep (Happy Go Lucky)
- 2000: Lushlife / Floating World (Beggars Banquet)
- 2000: Freedom Fighter / Soul City (Beggars Banquet)

### Kompilationen
- 1996: Monsters, Robots and Bug Men  (Virgin Records)
- 1996: The New Atlantis (Space Age Recordings)
- 1997: Deepwater Black (Koch Records)
- 1998: After the Flood 2 (ae)
- 1998: A Tribute to Spacemen 3 (Rocket Girl)
- 1998: kompilation (Southern Records)
- 1998: Hekla's Selection (Reckankreuzungsklankewerkzeuge)
- 2001: Dark City Nights (Mascara)
- 2000: Chillout Basscapes 2 (Zoomshot)
- 2000: Musikexpress 40 (Musikexpress)
- 2001: Im:pulse Chill & Lounge Grooves (Indigo)
- 2002: Brain in the Wire (Brainwashed Recordings)

## Videos
- 1996: Fear of Flying (Director: Ed Feldman)
- 2000: Freedom Fighter (Director: Tomaz Baltzi)